# بهاء الدين السبكي
بهاء الدين السبكي (719-773هـ، 1319- 1372م). أحمد بن علي بن عبد الكافي بن تمام السبكي. يلقب ببهاء الدين ويكنى بأبي حامد. أخذ العلم عن أبيه شيخ الإسلام تقي الدين أبي الحسن وعن الأصفهاني، وابن القماح، وأبي حيان. تولى التدريس بالمنصورية، والجامع الطولوني، مكان أبيه حين تولى قضاء الشام، وتولى تدريس مذهب الشافعي بالمشهد الشافعي، وبجامع الحاكم. وتولى القضاء أيضًا بالشام عوضا عن أخيه ثم عهد إليه بقضاء مدينة العسكر والإفتاء بدار العدل، والخطابة بالجامع الطولوني. كان غالب أهل مصر يحبونه لما عرف عنه من سعة علم وإحسان وكثرة عطاء للمحتاجين. كان كثير الحج والمجاورة لبيت الله. توفي بمكة المكرمة. من مؤلفاته عروس الأفراح شرح تلخيص المفتاح وهو كتاب في البلاغة بعلومها الثلاثة. تكملة شرح المنهاج